# توماس استاین‌بک
توماس مایلز استاین‌بک (انگلیسی: Thomas Steinbeck؛ ۲ اوت ۱۹۴۴ – ۱۱ اوت ۲۰۱۶) یک نویسنده، و عکاس جنگ اهل ایالات متحده آمریکا بود.

## زندگی‌نامه
وی در ۲ اوت ۱۹۴۴ در نیویورک سیتی به دنیا آمد. او پس از جدایی پدر و مادرش بیشتر تعطیلات خویش را همراه پدرش در سفر به نقاط مختلف دنیا همچون یونان، آفریقای شمالی، و کالیفرنیا گذراند. وی در ابتدا مستندساز و فیلمنامه‌نویس بود و دیرهنگام به نویسندگی روی آورد. در سن ۵۸ سالگی اولین کتاب خود را که یک مجموعه داستان بود، منتشر کرد و با نقدهای مثبتی روبه‌رو شد. «سایه‌های قبرس» و «نیلوفر نقره‌ای» دومین و سومین رمان‌های او بودند که به ترتیب در سال‌های ۲۰۱۰ و ۲۰۱۱ روانه بازار کتاب شدند. توماس استاین‌بک فیلمنامه رمان‌های «مروارید»، «نبردی مشکوک» و «سفرهایم با چارلی» پدرش را برای اقتباس سینمایی به نگارش درآورد. وی پیش از مرگش بر روی یک اثر زندگی‌نامه‌ای کار می‌کرد. این نویسنده در طول عمر خود دائماً از کارهای پدرش و حق کپی آن‌ها دفاع می‌کرد و چندین کتاب او را مورد اقتباس سینمایی قرار داد. وی سرانجام در تاریخ ۱۸ اوت ۲۰۱۶ سن ۷۲ سالگی در سانتا باربارا درگذشت.